# 에노주

에노주의 위치

에노주의 지방 자치체

에노주(프랑스어: Province de Hainaut, 네덜란드어: Henegouwen, 독일어: Hennegau, 왈롱어: Hinnot)는 벨기에 남부 왈롱 지방에 위치한 주로 주도는 몽스이며 면적은 3,800km2, 인구는 1,317,284명(2011년 1월 1일 기준), 인구 밀도는 350명/km2이다.
북쪽에서 시계 방향으로 베스트플란데런주, 오스트플란데런주, 플람스브라반트주, 브라방왈롱주, 나뮈르주, 프랑스와 접하며 7개 행정구와 69개 지방 자치체를 관할한다.

주기
주 문장